# Bătălia de la Kajmakčalan

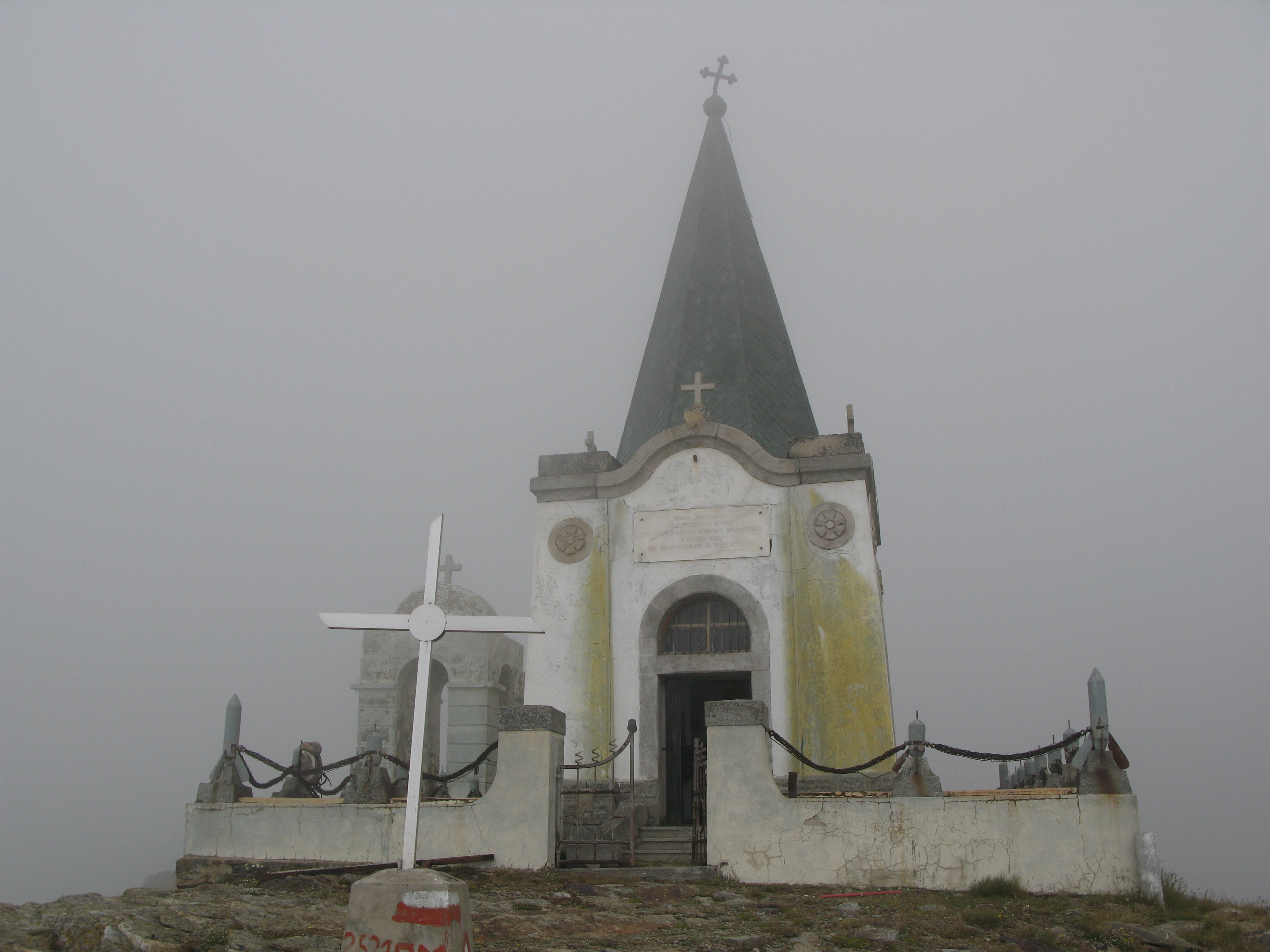
Capela construită de sârbi pentru comemorarea bătăliei

Bătălia de la Kajmakčalan a fost o bătălie purtată între trupele sârbe și bulgare pe frontul din Macedonia în timpul Primului Război Mondial. Bătălia a fost câștigată de armata sârbă, care a reușit să cucerească vârful Sfântul Ilie, situat la 2524 de metri altitudine.

## Bătălia
Bătălia a avut loc între 12 și 30 septembrie 1916, când armata sârbă a reușit să cucerească vârful Sfântul Ilie în timp ce i-a împins pe bulgari spre orașul Mariovo, unde aceștia au format noi linii defensive. Între 26 și 30 septembrie, vârful a fost cucerit și recucerit de cele două armate, sârbii reușind în cele din urmă să-l cucerească definitiv.
Bătălia s-a dovedit a fi foarte costisitoare pentru ambele părți. Sârbii au suferit pierderi mari, având în jur de 10.000 de morți și răniți până în 23 septembrie. Companiile bulgare și-au redus efectivul la 90 de soldați și un regiment, cu regimentul 11 Sliven având 73 de ofițeri și 3.000 de oameni scoși din luptă.
Din punct de vedere strategic, bătălia nu a fost un mare succes pentru Aliați, deoarece iarna care avea să vină a făcut următoarele confruntări militare aproape imposibile.
Astăzi, există o mică biserică pe vârful Sfântul Ilie, unde sunt păstrate cranii de soldații sârbi morți. Locul este considerat un sit cultural și o atracție turistică.